# Янг, Дэвид (музыкант)
Дэвид Янг (англ. David Young, род. 29 января 1940, Виннипег) — американский классический и джазовый контрабасист и музыкальный педагог.
Солист Эдмонтонского и Виннипегского симфонических оркестров, а также Гамильтонского филармонического оркестра. Как ансамблевый музыкант выступал в с такими звёздами джаза как Оскар Питерсон, Кларк Терри, Джо Уильямс, Зут Симс, Хэнк Джонс и др. Обладатель премий Джуно, Jazz Report Award и National Jazz Awards.
В настоящее время преподаёт джазовый контрабас в университете Торонто.